# Donna Faber
Donna Faber (* 5. Juli 1971 in East Orange) ist eine ehemalige US-amerikanische Tennisspielerin.

## Karriere
Donna Fabers Profikarriere begann im März 1987 in Charleston mit einer Erstrundenniederlage gegen Patricia Tarabini.
Ihre größten Erfolge erzielte sie im Jahr 1989 mit dem Einzug ins Achtelfinale bei den Australian Open und den French Open. 1990 stand Faber bei den Australian Open erneut im Achtelfinale. Im selben Jahr unterlag sie Veronika Martinek im Endspiel des WTA-Turniers von São Paulo. 1992 verlor sie das Finale des WTA-Turniers in Wellington gegen Noëlle van Lottum. Ihr letztes Profimatch bestritt sie im Juni 1996, als sie (wiederum in den USA) beim Turnier in Hilton Head Island in der Qualifikation scheiterte.

## Abschneiden bei Grand-Slam-Turnieren

### Einzel
| Turnier         | 1988 | 1989 | 1990 | 1991 | 1992 | 1993 | Karriere |
| --------------- | ---- | ---- | ---- | ---- | ---- | ---- | -------- |
| Australian Open | —    | AF   | AF   | 3    | 1    | 2    | AF       |
| French Open     | 2    | 1    | 2    | 1    | 2    | 1    | 2        |
| Wimbledon       | —    | 3    | 2    | 2    | 1    | —    | 3        |
| US Open         | —    | AF   | 1    | 2    | 1    | —    | AF       |

Zeichenerklärung: S = Turniersieg; F, HF, VF, AF = Einzug ins Finale / Halbfinale / Viertelfinale / Achtelfinale; 1, 2, 3 = Ausscheiden in der 1. / 2. / 3. Hauptrunde; Q1, Q2, Q3 = Ausscheiden in der 1. / 2. / 3. Runde der Qualifikation; n. a. = nicht ausgetragen

### Doppel
| Turnier         | 1989 | 1990 | 1991 | 1992 | Karriere |
| --------------- | ---- | ---- | ---- | ---- | -------- |
| Australian Open | —    | 1    | 2    | 1    | 2        |
| French Open     | 1    | 1    | —    | —    | 1        |
| Wimbledon       | —    | —    | —    | —    | —        |
| US Open         | —    | —    | —    | —    | —        |